# Jasmine Directory
Pour les articles homonymes, voir Jasmine et JD.
Jasmine Directory est un annuaire web édité manuellement, en partie commercial, fournissant des sites web classés par voie topique et régionale. Cet annuaire offre une gamme de treize catégories thématiques et une catégorie régionale avec des ressources sélectionnées manuellement et révisées pour ses utilisateurs. Jasmine Directory propose également un blogue où les utilisateurs peuvent trouver une liste des meilleurs annuaires web, des conseils de marketing pour les petites entreprises et des informations sur l'histoire des ordinateurs.
Les éditeurs de Jasmine Directory ajoutent manuellement des ressources à l'index (90 % des annonces dans le Jasmine Directory ont été ajoutées manuellement, selon le cofondateur Robert Gomboș); les propriétaires de sites peuvent également suggérer leurs sites web pour examen en payant des frais, mais l'inclusion n'est pas garantie si les ressources suggérées ne sont pas conformes aux directives éditoriales. En raison de la discrétion éditoriale impliquée dans le processus d'inscription, les moteurs de recherche voient le listage dans les «annuaires de qualité» comme des citations valorisées. Les propriétaires de sites web déclarent que la soumission de leurs sites aux annuaires web peut être une procédure qui vaut le coup,.

## Histoire
Fondé en 2006 et lancé en 2009 à l'université polytechnique et économique de Budapest par Pécsi András et Robert Gomboș, le projet a été développé à l'aide d'un code de base créé par TOLRA Micro Systems Limited.
Actuellement, Jasmine Directory appartient à GnetAds, dont le siège est à Valley Cottage, New York.

## Structure
Jasmine Directory est relativement riche en contenu. L'annuaire compte 10 901 sites organisés en 14 catégories. Le contenu de l'annuaire est spécifique à la matière. Certaines des catégories dans le Jasmine Directory sont: Arts et humanités, Affaires et finances, Ordinateurs et technologie, Santé et remise en forme, Maison et jardin et Internet et marketing. D'autres catégories sont Enfants et adolescents, Loisir et voyage, Nouvelles et politique, Gens et société, Récréation et sports, Régional, Science et référence et Shopping et commerce électronique. Jasmine Directory fournit des sous-catégories aux catégories principales qui sont également classées par ordre alphabétique.

## Revues
En 2013 et 2014, le Jasmine Directory a été classé par Ken Anderson – propriétaire et opérateur du Magic City Morning Star – dans son «top 10 des annuaires web», où chaque annuaire est revu tous les trimestres. Il a également noté le Jasmine Directory dans cinq domaines clés: esthétique (8/10), taille (9/20), intuitivité (19/20), qualité (22/25) et utilité (22/25). Ann Smarty – chercheur et chroniqueur chez Entrepreneur – mentionne Jasmine Directory comme fournissant une «expérience de valeur pour ses utilisateurs».
Moz a attribué à Jasmine Directory une autorité de domaine de 60/100, une autorité de page de 67/100, MozRank de 6,81 et MozTrust de 6,64. Son Majestic Trust Flow est 59 et le Citation Flow est 49. À partir de mai 2017, son Alexa Traffic Rank est 20 763.

## Voir également
- Annuaire web